# جورج بولارد (لاعب كرة قاعدة)
جورج بولارد (بالإنجليزية: George Bullard)‏ هو لاعب كرة قاعدة أمريكي، ولد في 24 أكتوبر 1928 في لين في الولايات المتحدة، وتوفي بنفس المكان في 23 ديسمبر 2002.

## وصلات خارجية
- جورج بولارد على موقعبيزبول رفرنس.كوم (الدوري الرئيسي) (الإنجليزية)
- جورج بولارد على موقعبيزبول رفرنس.كوم (الدوري الثانوي) (الإنجليزية)